# Rypouš
Rypouš (Mirounga) je rod velkých mořských šelem z tribu Miroungini a čeledi tuleňovití. Rod zahrnuje pouze dva druhy, a sice rypouše sloního a rypouše severního. 

## Charakteristika
Jedná se o největší zástupce řádu šelem na světě, přičemž rypouš sloní je o něco větší než rypouš severní. V průběhu 19. století byli rypouši loveni na pokraj vyhynutí, avšak jejich počty se od té doby zvýšily. 
Nápadný je výrazný obal tuku okolo těla těchto savců, jehož účelem je termoregulace a zásoby pro přežití v nehostinném prostředí.

## Geografie
Rypouši severní jsou rozšířeni na severní polokouli (východní Tichomoří od břehů Kanady až po Mexiko), zatímco rypouši sloní obývají polokouli jižní (Jižní oceán, zejména Jižní Georgie, ostrov Macquarie, poloostrov Valdés).

## Taxonomie
Druh poprvé popsal britský zoolog John Edward Gray v roce 1827. Gray název rodu Mirounga odvodil z jazyka domorodých Austrálců, kteří rypouše nazývali miouroung. Není nicméně jasné, z jaké konkrétní jazykové skupiny tento název pochází, avšak dá se předpokládat, že název má původ u Austrálců žijících v oblasti Tasmánie a Bassova průlivu.

## Druhy
| Fotografie | Běžný název    | Binomické jméno         | Rozšíření                                                                   |
| ---------- | -------------- | ----------------------- | --------------------------------------------------------------------------- |
|            | Rypouš severní | Mirounga angustirostris | Východní Tichomoří od pobřeží jižní Kanady po Mexiko                        |
|            | Rypouš sloní   | Mirounga leonina        | Cirkumpolární rozšíření v Jižní oceánu, jižním Atlantiku a jižním Tichomoří |